# Wilhelmine Fliedner

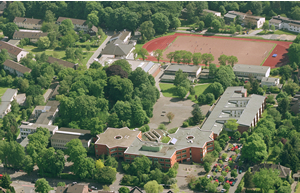
Blick auf das Evangelische Schulzentrum in Hilden mit der Wilhelmine-Fliedner-Realschule

Wilhelmine Fliedner, eigentlich Wilhelmina Julie Sophie Helene Friederike Fliedner, oft auch Mina genannt (* 5. April 1835 in Kaiserswerth; † 1. April 1904 in Kalkum), war die Gründerin der Wilhelmine-Fliedner-Realschule in Hilden, die aufgrund ihres Lehrerraumsystems bundesweite Bekanntheit erlangte.

## Leben
Wilhelmine Fliedner wurde am 5. April 1835 als Tochter von Theodor und Friederike Fliedner geboren. Aufgewachsen ist sie vor allem in Kaiserswerth und Straßburg. Sie verbrachte eine relativ unauffällige Kindheit.
In den Jahren 1858 und 1859 besuchte sie das Lehrerseminar in Düsseldorf, dessen Examen sie am 8. September 1859 vor der königlichen Prüfungskommission bestand. Anschließend arbeitete sie ab dem 1. November 1859 für zwei Jahre als Hauslehrerin in Hilden. 
Am 7. Januar 1861 reichte Wilhelmine Fliedner in Düsseldorf ein Gesuch zur Errichtung und Führung einer Schule ein. Die Zustimmung erhielt sie bereits am 18. Januar desselben Jahres. Daraufhin gab sie im März 1861 die Arbeit als Hauslehrerin auf und eröffnete am 6. Mai 1861 die „Hildener Töchterschule“ mit Hilfe zweier Schwestern. Bevor sie sich jedoch vollkommen der Schule widmete, schloss Wilhelmine Fliedner 1862 zunächst ihr Studium (mit Schwerpunkt Französisch) in der Schweiz ab.
Am 25. Oktober 1865 eröffnete sie feierlich die neuen Schul- und Internatsgebäude an der Gerresheimer Straße in Hilden. Bis 1883 übernahm sie selbst die Leitung. In den Jahren 1883 bis 1900 übernahm Fliedner für 17 Jahre das Amt der Vorsteherin der Diakonissenanstalt Kaiserswerth in Düsseldorf-Kaiserswerth.
Am Karfreitag, den 1. April 1904, verstarb Wilhelmine Fliedner im Alter von fast 69 Jahren.
Im April 1955 wurde die nach ihr benannte „Wilhelmine-Fliedner-Realschule“ gegründet, die im Juli 2019 geschlossen wurde.
Heute ist die Nachfolgerschule der Realschule, die Wilhelmine-Fliedner-Gesamtschule nach ihr benannt.